# Amphicosmoecus canax
Amphicosmoecus canax är en nattsländeart som först beskrevs av Ross 1947.  Amphicosmoecus canax ingår i släktet Amphicosmoecus och familjen husmasknattsländor. Inga underarter finns listade i Catalogue of Life.